# Sega Menacer
Le Sega Menacer est un pistolet optique pour la console Mega Drive de Sega à l'image du Super Scope de Nintendo. Contrairement au pistolet disponible sur Master System, le Menacer se présente sous la forme d'un pistolet pouvant se transformer en fusil à l'aide d'une crosse mobile. Le Menacer fonctionne grâce à une cellule infrarouge reliée à la Mega Drive via un port manette. Cette cellule est placée sur l'écran de jeu.

## Description

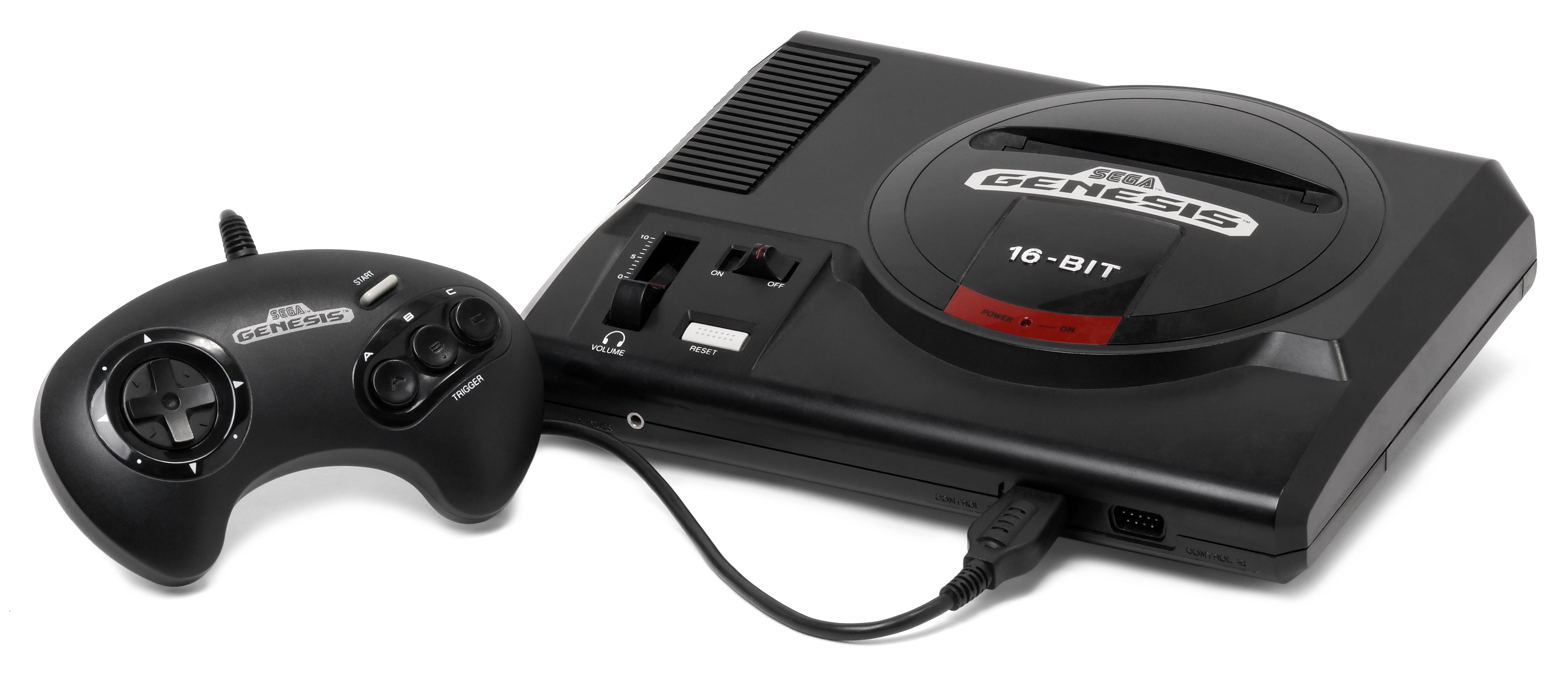
Sega Genesis

Le Menacer est un pistolet optique destiné à la Sega Genesis, arborant un design gris, blanc et rouge. Il se compose de trois éléments détachables : un pistolet, des viseurs et une crosse d'épaule. Dans la nomenclature officielle du périphérique, ces parties sont respectivement appelées « Master Module », Binocular Module et « Stabilizer Module ». Le pistolet est doté d'une double poignée et émet un faisceau infrarouge  grâce à une gâchette située sur la poignée arrière,,. Sa poignée avant comporte trois boutons : l'un permet de mettre le jeu en pause, tandis que les deux autres remplissent des fonctions spécifiques selon le jeu. Contrairement au Super Scope, le Menacer est équipé de deux émetteurs infrarouges. Une crosse d'épaule squelettique et des viseurs jumeaux binoculaires sont proposés en option afin d'améliorer la précision. Digital Spy rapporte que les viseurs ne fonctionnent pas comme prévu, tandis que Sega Force indique que le pistolet doit être recalibré après leur ajout ou leur retrait. La calibration s'effectue en visant une cible pour ajuster la sensibilité de l'arme. Conçu pour s'adapter aux préférences du joueur, le Menacer peut être assemblé et modifié selon ses besoins.
Les tirs du pistolet optique sont déterminés par sa visée sur l'écran du téléviseur. Il fonctionne sur batterie et utilise un capteur, connecté au deuxième port manette, qui doit être placé au-dessus de l'écran du téléviseur. Le capteur analyse les lignes de balayage du téléviseur CRT afin de détecter les tirs du joueur. Sega Force observe que le périphérique fonctionne de manière erratique lorsqu'il est utilisé sous un éclairage fluorescent. Sega recommande de maintenir une distance de 2,4 mètres (huit pieds) par rapport au récepteur, bien que l'accessoire puisse fonctionner entre 1 et 4 mètres (quatre à douze pieds) du téléviseur. Selon Sega Force, le contrôleur offre une autonomie d'environ 18 heures avec des piles neuves, tandis que Will Smith de The Hawk Eye estime qu'elle est bien inférieure, ne durant que quelques heures. The Toronto Star rapporte que l'autonomie du Menacer est d'environ 20 heures, contre 50 à 140 heures pour le Super Scope. Le Menacer ne dispose pas d'un interrupteur d'alimentation : il s'active automatiquement lorsqu'il est dirigé vers le téléviseur et s'éteint après 30 secondes d'inactivité,. À l'inverse, le Super Scope continue de consommer de l'énergie tant qu'il reste allumé. L'option Accu-Sight du Menacer affiche un réticule à l'écran, évitant ainsi de devoir viser manuellement à travers les viseurs. Contrairement au Super Scope, il ne propose pas de mode « turbo » permettant un tir en rafale.

## Histoire

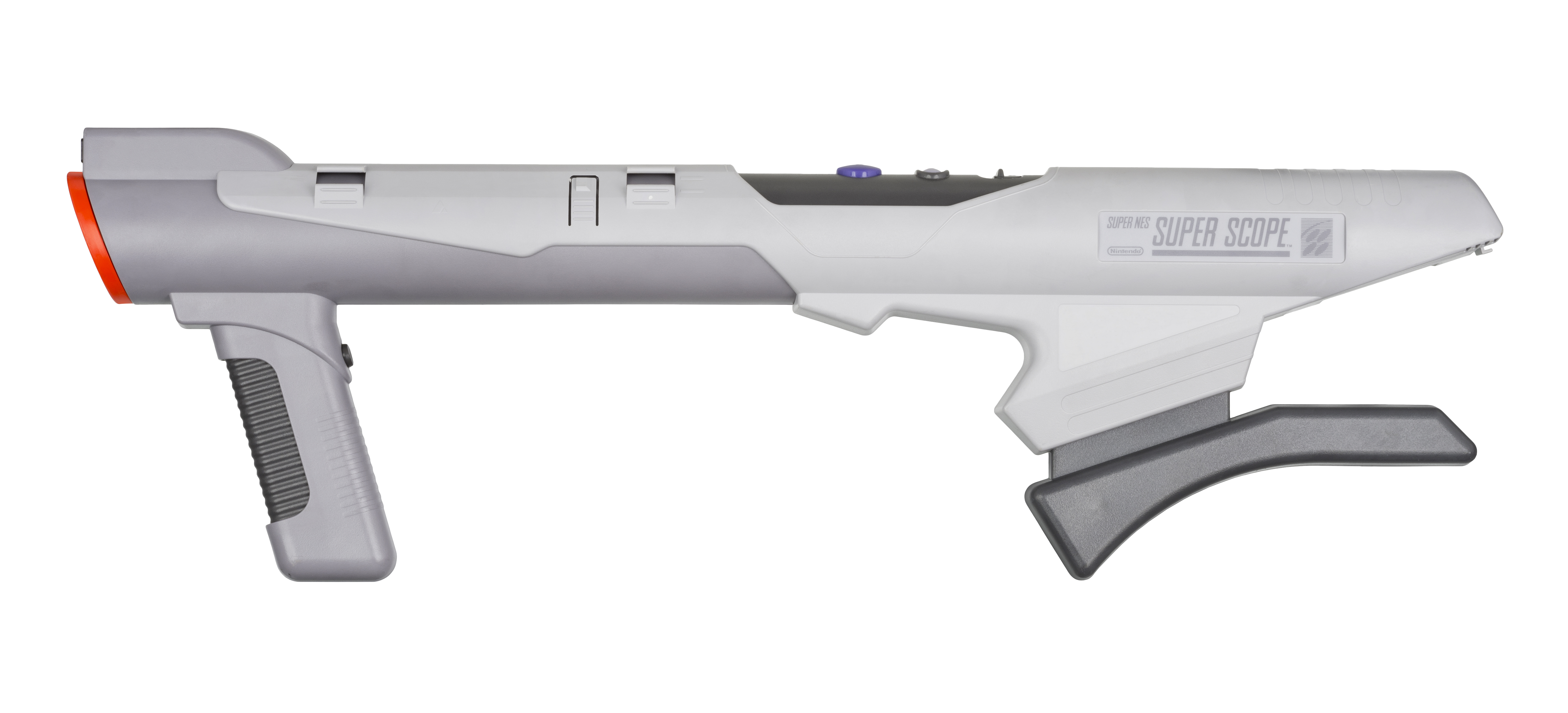
Nintendo Super Scope, le périphérique qui a donné naissance au Menacer

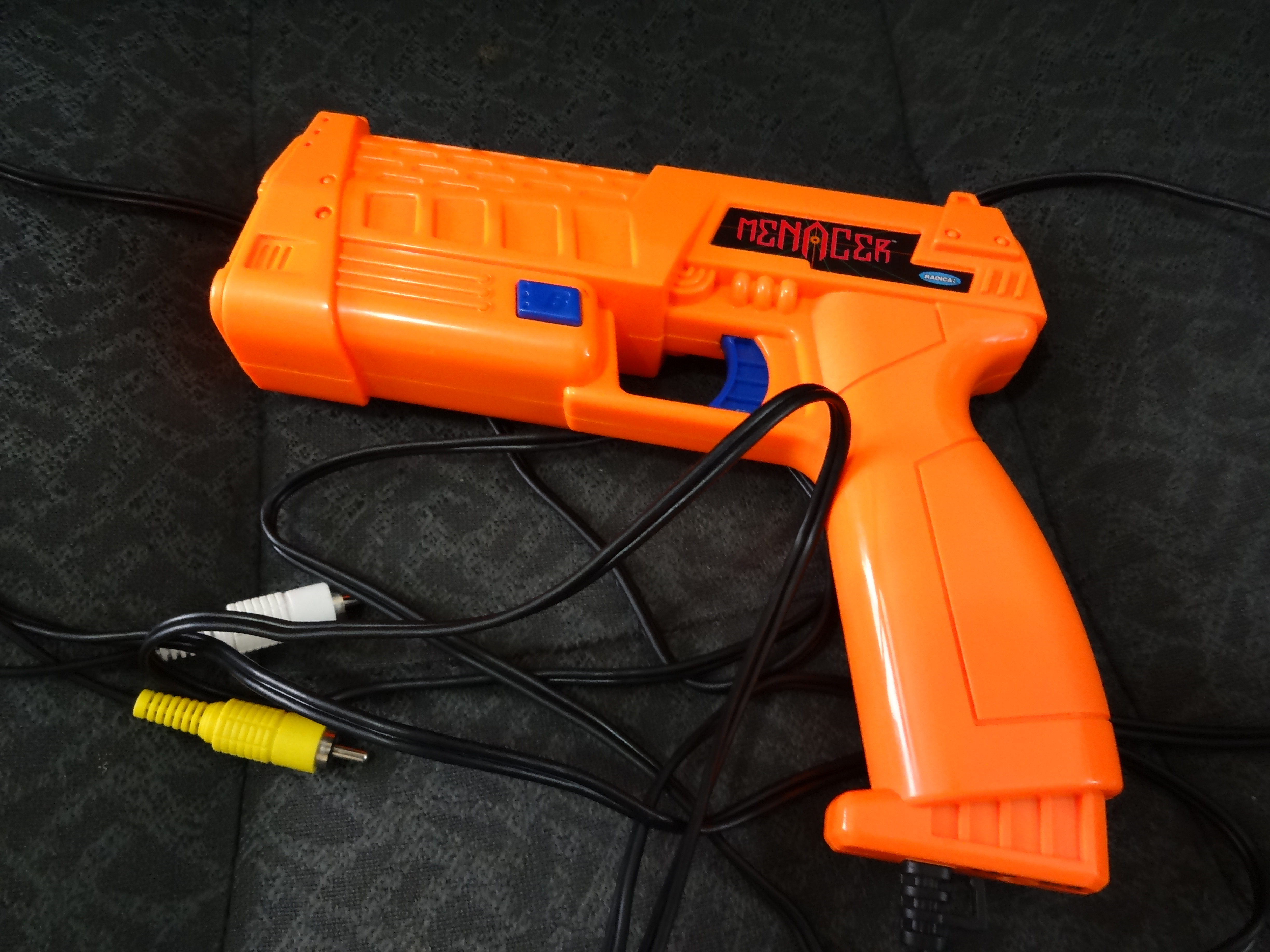
La console dédiée à la télévision directe de Radica en 2005 permet de jouer à la cartouche de six jeux du Menacer sans avoir recours à une Sega Genesis.

Le Menacer a été produit en réponse au Nintendo Super Scope, lancé quelques mois plus tôt, bien que Sega ait prévu de le positionner comme plus qu'un simple clone. Ces deux périphériques ont permis de porter des jeux d'arcade utilisant des pistolets optiques sur les consoles de salon. Le Menacer est le successeur du Light Phaser de la Master System.  
Mac Senour, producteur chez Sega, était responsable du périphérique et de six jeux, en tant que hardware boy de la société. Il a conçu les six mini-jeux en s'inspirant des propriétés intellectuelles et licences précédentes de Sega, telles que ToeJam & Earl, sous la consigne d'éviter les jeux de tir. Parmi ses prototypes figurent des jeux basés sur Joe Montana  et David Robinson, mais lorsqu'ils ont été présentés, la société a demandé davantage de jeux de tir et a abandonné tous les jeux sous licence (à l'exception de ToeJam & Earl, dont la licence était gratuite) en raison de leur coût supplémentaire. Son prototype de « jeu inversé de Blockout » fut le seul autre titre retenu pour la cartouche finale. Senour se souvient que lors de sa présentation à la présidence de Sega Japon, l'exécutif n'a rien dit d'autre que « très bien » avant de partir. 
Sega annonce le Menacer en même temps que la Sega CD lors du Consumer Electronics Show de mai 1992 à Chicago. Le périphérique est commercialisé vers la fin de l'année,,,. En décembre 1992, il commence à être vendu en bundle avec Terminator 2: The Arcade Game. La campagne publicitaire télévisée du Menacer est produite par Goodby, Silverstein & Partners et réalisée par Danny Boyle. Playthings rapporte que les détaillants de jouets de Chicago ont mis en avant les produits électroniques de Sega, y compris le Menacer, plutôt que ceux de Nintendo lors des promotions de Thanksgiving 1992. Durant la saison de Noël 1992, Sega dépasse Nintendo en termes de ventes et le Menacer acquiert une certaine notoriété aux côtés d'autres périphériques. En mars 1993, Electronic Gaming Monthly indique qu'aucun nouveau jeu n'est prévu pour le Menacer avant six mois. Des jeux compatibles continuent cependant d'être publiés jusqu'en 1995. 
Mac Senour a quitté Sega en 1993  pour rejoindre Atari, où il a bénéficié d'une augmentation de salaire et de statut. Il a ensuite travaillé chez Konami et Electronic Arts. Lors de ses premiers jours chez Atari, Senour a été envoyé à Paris, où il se souvient avoir vu un excédent de Menacers invendus dans une vitrine de Virgin Megastore. Ses traducteurs ont informé le vendeur que Senour était responsable du Menacer, et lorsque Senour a proposé de signer les exemplaires en stock, le vendeur a répondu en anglais qu'il pouvait autographier les articles qu'il achèterait.
En 2005, Radica a créé une console dédiée basée sur le Menacer, avec le cartouche original de six jeux intégré dans un contrôleur en forme de pistolet optique, dans le cadre de leur ligne Play TV Legends de consoles dédiées Sega Genesis. Retro Gamer a écrit que le pistolet de Radica est basé sur le design du pistolet optique de la Sega Saturn et non sur celui du Menacer.

## Jeux
Les jeux incluent la cartouche « Menacer 6-Game » fournie avec le périphérique,, un titre solo composé principalement de jeux de tir sur cible,.
- Ready, Aim, Tomatoes! constitue un spin-off de ToeJam & Earl dans lequel le joueur incarne ToeJam et lance des tomates sur les ennemis de la série pour accumuler des points[5], tandis que l'écran défile automatiquement. La vitesse de défilement augmente au fil de la partie[8]. Parmi les adversaires figurent des dentistes, des diables et des cupidons, qui ripostent tout au long des dix niveaux[4]. Le jeu propose également des bonus et un système de ciblage automatique pour améliorer la précision du joueur[8].
- Dans Rockman's Zone, l'écran défile à travers des rues bordées de maisons tandis que le joueur tire sur des criminels tout en évitant de toucher des passants innocents, ce qui entraîne la perte d'une vie[8]. Aux niveaux avancés, les criminels ripostent plus rapidement[5].
- Space Station Defender reprend le concept de Ready, Aim, Tomatoes! tout en intégrant des éléments de mémoire. À chaque niveau, les joueurs doivent tirer sur des capsules remplies d’ennemis, qui apparaissent selon une séquence mémorisable pouvant inclure jusqu'à huit capsules[8]. Le jeu propose 999 niveaux, une Power Zone permettant de charger les tirs, ainsi que des bonus, tels que des boucliers supplémentaires[4].
- Whack Ball s'apparente à Breakout : le joueur utilise le Menacer pour contrôler une grande balle qui doit pousser une plus petite balle à l'écran contre des briques colorées tapissant le mur. Une fois que toutes les briques ont changé de couleur, le joueur passe au niveau suivant[8]. Certaines briques offrent des bonus, comme l'agrandissement de la balle contrôlée ou l'ajout de balles supplémentaires[5]. En revanche, toucher des briques clignotantes entraîne une pénalité, et si la balle franchit accidentellement un trou dans le mur, la partie se termine[8].
- Dans Front Line, le joueur doit se défendre contre des tanks et des avions en utilisant une mitrailleuse et des missiles[8], avec des munitions illimitées[4].
- Dans Pest Control, la vision du joueur est limitée à une petite zone de l'écran autour du réticule, tandis qu'il doit repérer et éliminer des cafards tentant de manger une pizza à l'écran[8]. Deux types de power-ups permettent d'illuminer temporairement l'écran ou d'éliminer tous les insectes présents[4]. Les niveaux avancés introduisent des insectes plus gros transportant des bombes ainsi que de petits insectes rapides[5].

Digital Spy a mentionné Body Count, Terminator 2: The Arcade Game et Mad Dog McCree comme les jeux les plus notables compatibles avec le Menacer. Terminator 2 a été le premier jeu tiers à fonctionner avec le Menacer,, et était le seul confirmé en décembre 1992. Ses développeurs, Probe Software, ont ensuite commencé à travailler sur un autre jeu compatible avec le périphérique. Terminator 2 propose un mode deux joueurs où l'un utilise le Menacer et l'autre une manette,. Sega Force a noté que le gameplay avec le Menacer était plus réactif que celui avec une manette de la Genesis. Mad Dog McCree, un shoot 'em up en live-action sur Sega CD, est compatible avec le Menacer, le Konami Justifier et un autre pistolet compatible développé par l'éditeur du jeu. Le Menacer est également compatible avec Corpse Killer et plusieurs jeux d'American Laser Games, comme Who Shot Johnny Rock?. En revanche, il ne fonctionne pas avec les jeux Lethal Enforcers et Snatcher de Konami, qui nécessitent le Justifier,.
| Titre                         | Date de sortie (console)            |
| ----------------------------- | ----------------------------------- |
| Menacer 6-game cartridge      | 1er juin 1992 (Genesis)             |
| Terminator 2: The Arcade Game | 6 juin 1992 (Genesis)               |
| Mad Dog McCree                | 22 avril 1993 (Sega CD)             |
| Who Shot Johnny Rock?         | 21 septembre 1994 (Sega CD)         |
| Mad Dog II: The Lost Gold     | 27 septembre 1994 (Sega CD)         |
| Corpse Killer                 | 7 novembre 1994 (Sega CD, Sega 32X) |
| Crime Patrol                  | 16 décembre 1994 (Sega CD)          |

## Réceptions
Matthew Reynolds de Digital Spy a qualifié le Menacer de « flop » mal exécuté, soulignant que ce périphérique a eu beaucoup moins de chances de marquer les esprits que son concurrent, le Super Scope, bien que ce dernier n'ait pas non plus rencontré un grand succès. Reynolds ajoute que le Menacer a souffert de la mauvaise qualité de sa cartouche de six jeux fournie et d'un manque de titres pour soutenir le périphérique. Will Smith de The Hawk Eye a partagé cet avis, qualifiant également le Menacer de « flop commercial et critique ». Les premiers critiques du Menacer ont attribué la déception du périphérique à l'insuffisance du soutien des développeurs,,, et de nombreux commentateurs ont cité le manque de bons jeux compatibles comme l'une des principales causes de son déclin,,.
Lors du Consumer Electronics Show de 1992, Dennis Lynch, dans le Chicago Tribune, voyait le Super Scope et le Menacer comme une continuation de la guerre entre Nintendo et Sega, commentant avec humour que l'attachement « Uzi » du Menacer était « juste ce dont chaque enfant a besoin ». Andy Pargh de l'Atlanta Journal-Constitution a quant à lui salué le Menacer, le qualifiant de "véritable gagnant" par rapport au Super Scope. William Burrill du Toronto Star a décrit cette compétition comme la « Grande Guerre des Zappers », affirmant que le résultat dépendrait de la force des jeux qui soutiendraient les deux pistolets,.Cependant, de nombreux critiques ont finalement conseillé aux joueurs d'attendre la sortie de plus de jeux avant d'acheter le Menacer. Burrill a mis en garde les acheteurs potentiels, leur suggérant de ne pas se laisser tenter à moins qu'ils ne soient « absolument passionnés par les jeux de tir sur cibles ». Mean Machines a qualifié le Menacer de « novelty coûteux » tant que de nouveaux jeux ne seraient pas disponibles, tandis que le Herald Sun a écrit en août 1993 que le Menacer semblait être « une mode coûteuse et à usage limité ». Le manque de jeux de qualité pour soutenir le périphérique a finalement freiné son succès, ce qui a conduit les critiques à douter de sa longévité.
GamePro considérait le pistolet comme « bien conçu » et « plutôt esthétique », mais notait que ses boutons d’options étaient mal placés et que les longues phases de recalibrage avant chaque session de jeu sans Accu-Sight étaient fastidieuses. Mean Machines trouvait que les nuances de gris du Menacer juraient avec le design noir brillant de la console. Plusieurs critiques estimaient que la lunette binoculaire ajoutée était inutile,. Paul Mellerick de Mega jugeait que la visée manuelle fatiguait les yeux mais que le pistolet était « d’une précision redoutable » tant que l'on utilisait le mode Accu-Sight. Malgré tout, en janvier 1993, Mega restait convaincu du succès futur du Menacer.
Jaz de Mean Machines avait peu d’attentes pour le Menacer, le comparant aux défauts des précédents pistolets optiques : prix élevé, effet de nouveauté éphémère et manque de jeux. Gus, du même magazine, estimait que « Sega n’a pas retenu la leçon » du lancement « plutôt médiocre » du Super Scope. Dans sa critique de janvier 1993, il qualifiait le Menacer de « matériel au design et au gameplay banals, avec des accessoires redondants » et des titres de lancement médiocres. Il ajoutait cependant que le Menacer était moins fatigant à utiliser que le Super Scope, saluait sa technologie infrarouge, mais regrettait le manque de jeux compatibles.
De nombreux critiques ont jugé les jeux de la cartouche de six jeux fournie avec le Menacer comme étant de faible qualité et répétitifs,,,. Gus de Mean Machines écrivait que ces jeux étaient trop simples et faciles. Parmi eux, Ready, Aim, Tomatoes! était le mieux considéré par les critiques,,,,. Ray Barnholt de 1UP.com affirmait que les jeux du Menacer étaient « plus ennuyeux » que ceux, déjà fades, du Super Scope, mais que Tomatoes! donnait « un semblant de valeur » à la cartouche de Sega. Mega attribuait au spin-off de ToeJam & Earl une note de 62 %, le décrivant comme « amusant et étrange », bien que « plutôt répétitif ». Sega Force considérait que ce jeu possédait les meilleurs graphismes de la cartouche et une bande-son de qualité, tout en soulignant son côté répétitif. De son côté, GamePro trouvait que les couleurs du jeu étaient trop saturées.